# Зибек, Вольфрам
Во́льфрам Зи́бек (нем. Wolfram Siebeck; 1928, Дуйсбург, Рейнская провинция — 7 июля 2016[…], Мальберг) — немецкий гастрономический критик, писатель и журналист.

## Биография
Вольфрам Зибек родился в семье чиновника Вальтера Зибека, открывшего впоследствии предприятие питания. Вырос в Эссене и Бохуме. Конец Второй мировой войны застал Вольфрама Зибека в Северной Германии на службе помощником ПВО люфтваффе, пробыл несколько месяцев в плену у британцев на острове Фемарн. В первые послевоенные годы Вольфрам Зибек зарабатывал на жизнь художником рекламных вывесок. В 1948 году Зибек получил должность художника в новой газете Westdeutsche Allgemeine Zeitung, позднее работал с другом Роланом Топором. Получив небольшое наследство, Зибек в 1950 году поступил в художественно-промышленную школу в Вуппертале. В этот период он впервые побывал во Франции. В 1958 году Зибек получил кулинарную колонку в журнале Вилли Флекхауса Twen. С начала 1970-х годов Зибек писал статьи для еженедельной газеты Die Zeit. В 1975 году Зибек вместе с четырьмя мюнхенскими шеф-поварами организовал общество по интересам «Новые повара», ставившее целью повышение уровня кулинарного искусства. В начале 1980-х годов Вольфрам Зибек выступил ведущим в серии кулинарных передач с участием знаменитых шеф-поваров. Зибек зарекомендовал себя как ресторанный критик, до 2011 года он публиковал еженедельную колонку в газете Die Zeit. До 2015 года Зибек публиковался в блоге «Где ест(ь) Зибек».
В послевоенной Германии, где вплоть до 1970-х годов изысканная и высококачественная еда считалась удовольствием декадентским и подозрительным, Зибек испытывал сложное чувство любви и ненависти к родной немецкой кухне и осуществлял свою миссию — приучить немцев к хорошей еде. В статьях и книгах Вольфрам Зибек преследовал главную идею: еда должна быть высокого качества. В своей колонке и книгах острый на язык Зибек в сатирическом стиле с сарказмом и зачастую обидно критиковал быстрое питание, готовые полуфабрикаты, продукты питания из дискаунтеров, субсидии сельскому хозяйству, животноводство без свободного выгула, ошибки в столовом этикете и плохую, по его мнению, немецкую кухню, восторгаясь французской.
Вольфрам Зибек был дважды женат, его вторая супруга Барбара — бывшая супруга фотографа Уилла Макбрайда.